# Трипанофобия
Трипанофобия (от греч. trypano (прокалывание) и phobia (страх)) — боязнь уколов, инъекций и шприцев. Трипанофобией страдает по меньшей мере 27
 % взрослых американцев и 5 % взрослых людей из постсоветских стран. Основная причина трипанофобии — недостаточно качественный уровень медицинского обслуживания, халатное отношение врачей к пациентам.
Выделяется[кем?] 4 формы трипанофобии:
1. Вазовагальная (возникает при виде или лёгком прикосновении иглы к коже).
2. Ассоциативная (является результатом запугивания со стороны родителей, их страха инъекций или детских неприятных воспоминаниях человека об уколах).
3. Резистивная (связана со страхом оказаться обездвиженным или беспомощным в ходе процедуры).
4. Гипералгезивная (является следствием страха боли).

## В массовой культуре
- Про бегемота, который боялся прививок